# QuickTime
A QuickTime különböző formátumú médiatartalmak (digitális videó, hang, animáció, szöveg, zene, virtuális valóságú panorámás képek) kezelésére szánt, az Apple által kifejlesztett multimédia technológia. A keretrendszer a Mac OS, a Mac OS X és Microsoft Windows rendszereken használható. A legfrissebb verzió a QuickTime X (10.0) 10.6 Snow Leopard és újabb rendszerre érhető el.

## Áttekintés
A QuickTime technológia három részből áll:
1. A QuickTime Player alkalmazás, amely egy médialejátszó.
2. A QuickTime framework, amely a médiatartalmak kódolására és dekódolására vonatkozó API-okat tartalmaz.
3. A QuickTime Movie (.mov) formátum, egy nyílt tároló formátum.

A QuickTime a Mac OS X beépített szoftvere, bár már a Mac OS Classic előző verziói is tartalmazták. A QuickTime opcionálisan letölthető Windowsra is, különálló alkalmazásként, vagy az iTunes programhoz csatolva.

## QuickTime keretrendszer
A QuickTime keretrendszer az alábbiakat tartalmazza:
- Videó és audió formátumok átkódolása más formátumokra
- Videó és audió dekódolása a grafikai vagy audió alrendszer számára lejátszás közben.
- Bővíthető architektúra más kodekek kezelésére (például DivX kezelésére)

2008 elején a keretrendszer a legtöbb beépített kodeket a felhasználó elől rejtve használta, így azt külön kellett engedélyezni a beállítások menüben. Az alábbi fájltípusok alapból támogatottak:
| Hang | Videó | Kép                                                                           |
| --- | --- | ----------------------------------------------------------------------------- |
| - AAC - AMR Narrowband - Apple Lossless - Au file format - AIFF - A-law - Core Audio Format - MACE - Microsoft Adaptive DPCM (MS ADPCM) - MIDI - MP3 - PCM - QCELP (Qualcomm PureVoice) - QDesign - WAV - μ-law | - 3GP és 3G2 - Animated GIF - Animation - Apple ProRes - AVI - DV - Cinepak - Component Video - Graphics - H.261 - H.262/MPEG-2 Part 2 - H.263 - H.264/MPEG-4 AVC - Microsoft Video 1 - MPEG-1 - MPEG-4 Part 2 - Motion JPEG - Pixlet - Planar RGB - Qtch - QuickTime Movie - QuickTime VR - Sorenson Video | - BMP - FlashPix - GIF - JPEG - JPEG 2000 - TXT - PNG - Truevision TGA - TIFF |

## PictureViewer
PictureViewer az egyik összetevője a QuickTime-nak Microsoft Windows, Mac OS 8 és Mac OS 9 operációs rendszereknél. A képfájlok és állókép formátumok megtekintéséhez használják, amelyeket a QuickTime támogat. OS X alatt felváltja a Preview.

## Legújabb verziók
| Operációs rendszer | Operációs rendszer                      | Legújabb verzió             |
| ------------------ | --------------------------------------- | --------------------------- |
| System / Mac OS    | 6.0.7 – 7.0.1                           | 2.5                         |
| System / Mac OS    | 7.1 – 8.1 (68K) 7.1.2 – 7.5.3 (PowerPC) | 4.0.3                       |
| System / Mac OS    | 7.5.5 – 8.5.1 (PowerPC)                 | 5.0.5                       |
| System / Mac OS    | 8.6 – 9                                 | 6.0.3                       |
| Mac OS X           | 10.0 Cheetah                            | 5.0 (Mellékelt)             |
| Mac OS X           | 10.1 Puma                               | 6.3.1                       |
| Mac OS X           | 10.2 Jaguar                             | 6.5.3                       |
| Mac OS X           | 10.3 Panther                            | 7.5                         |
| Mac OS X           | 10.4 Tiger                              | 7.6.4                       |
| Mac OS X           | 10.5 Leopard                            | 7.7                         |
| Mac OS X           | 10.6 Snow Leopard                       | 10.0 / 7.7.1 (Opcionális)   |
| Mac OS X           | 10.7 Lion                               | 10.1 / 7.7.1 (Opcionális)   |
| Mac OS X           | 10.8 Mountain Lion                      | 10.2/ 7.7.1 (Opcionális)    |
| Windows            | 3.1 / NT 3.1 – NT 3.51                  | 2.1.2                       |
| Windows            | 95                                      | 5.0.5                       |
| Windows            | NT 4.0                                  | 6.1                         |
| Windows            | 98 / Me                                 | 6.5.2                       |
| Windows            | 2000                                    | 7.1.6 (7.2 nem hivatalosan) |
| Windows            | XP / Vista / 7 / 8                      | 7.7.9                       |